# Gangstabilly
Gangstabilly è il primo album in studio del gruppo musicale statunitense Drive-By Truckers, pubblicato nel 1998.

## Tracce
1. Wife Beater - 3:32
2. Demonic Possession - 4:51
3. The Tough Sell - 3:41
4. The Living Bubba - 5:56
5. Late for Church - 5:26
6. Panties in Your Purse - 4:41
7. Why Henry Drinks - 4:13
8. 18 Wheels of Love - 4:10
9. Steve McQueen - 5:12
10. Buttholeville - 5:25
11. Sandwiches for the Road - 6:40